# Estación de Malesherbes (Metro de París)
La estación de Malesherbes es una estación del metro de París situada al noroeste de la capital, en el XVII Distrito de la ciudad. Forma parte de la línea 3.

## Historia
La estación fue inaugurada el 23 de mayo de 1910 tras ampliarse la línea hacia el noroeste desde Villiers.
La estación debe su nombre a Guillaume-Chrétien de Lamoignon de Malesherbes jurista y hombre de estado francés, guillotinado durante la Revolución Francesa.

## Descripción
La estación se compone de dos andenes laterales de 75 metros de longitud y de dos vías.
Está diseñada en bóveda elíptica. Sus paredes están revestidas de los clásicos azulejos blancos biselados del metro parisino, no sucede lo mismo con la parte central de la bóveda ya que esta ha sido únicamente pintada.
Su iluminación ha sido renovada empleando el modelo vagues (olas) con estructuras casi adheridas a la bóveda que sobrevuelan ambos andenes proyectando la luz en varias direcciones.
La señalización por su parte usa la moderna tipografía Parisine donde el nombre de la estación aparece en letras blancas sobre un panel metálico de color azul. Por último, los asientos utilizados son simples bancos de madera. 

## Accesos
La estación dispone de dos accesos:
- Acceso 1: a la altura del nº48 de la avenida de Villiers.
- Acceso 2: plaza Général Catroux.